# Margaríta Karapánou
Margaríta Karapánou (en grec moderne : Μαργαρίτα Καραπάνου) (Athènes 19 juillet 1946 - Athènes 2 décembre 2008) est une romancière grecque.

## Biographie
Fille de la romancière Margarita Limberaki, elle grandit entre Athènes et Paris. Elle étudia la philosophie et le cinéma à Paris et la puériculture à Londres. Ses romans ont été traduits dans de nombreuses langues.
Elle reçut le Prix du Meilleur livre étranger pour Le Somnambule.

## Œuvres
- Η Κασσάνδρα και ο Λύκος (Cassandra et le Loup), 1976
- Ο υπνοβάτης (Le Somnambule), Gallimard, 1987  (ISBN 2070710661) (1985 pour l'édition grecque).
- Rien ne va plus, Gallimard, 1994.  (ISBN 2070729974) (1991 pour l'édition grecque).
- Lee και Lou (Lee et Lou), 2003
- Μαμά (Maman), 2004
- Μήπως; (Peut-être ?), avec Foteini Tsalikoglou, 2006
- Nai: Mythistorēma (Oui). Athēna: Ōkeanida, 1999  (ISBN 9789604101191)